# Торевекија (Кјети)
Торевекија је насеље у Италији у округу Кјети, региону Абруцо.
Према процени из 2011. у насељу је живело 942 становника. Насеље се налази на надморској висини од 218 м.